# Small River Lea
Der Small River Lea ist ein Nebenarm des River Lea. Er zweigt in Turnford vom Hauptfluss ab und verläuft westlich der Lea Navigation in südlicher Richtung meist parallel zu dieser. Er mündet im Nordosten von Enfield an der nordwestlichen Ecke des King George’s Reservoir in die Lea Navigation.
Neben zwei Wasserläufen erhält der Small River Lea auch Zufluss vom Bowyer’s Water.
In seinem Beginn ist der Small River Lea Teil des Turnford & Cheshunt Pits Site of Special Scientific Interest.